# Karmenu Vella
Karmenu Vella, (Żurrieq, 19 de junio de 1950) es un político maltés, miembro del Partido Laborista. En noviembre de 2014 fue nombrado comisario europeo de Medio Ambiente, Asuntos Marítimos y Pesca tras haber pasado por diversos ministerios desde los años 1980.

## Biografía
Es graduado en Arquitectura e Ingeniería Civil por la Universidad de Malta, aunque también tiene una especialización en Ciencias en Gestión de Turismo en la universidad de Sheffield Hallam (Reino Unido). Empezó trabajando como arquitecto e ingeniero civil.
Fue elegido diputado en la Cámara de Representantes de Malta en 1976 y después reelegido 9 veces consecutivas. Ha ocupado diversas carteras ministeriales: Obras Públicas, (1981-1983) Industria (1984-1987) y Turismo (1996-1998) y (2013-2014).